# Sonia Maria Sander
Sonia Maria Sander Jacobsen (født 15. maj 1959 i Roskilde, død 6. september 2020) var en dansk skuespiller. Hun blev Danmarks første rigtige tv-barnestjerne og havde hovedrollerne i DR's tv-serier Sonja fra Saxogade (1968) og Sonja på Bornholm (1969). Som voksen arbejdede hun som sygehjælper på et plejehjem i Brønshøj. Senere tog hun en HF-eksamen og derefter en videreuddannelse som socialrådgiver. Efter at have fået uddannelsen i 1997 arbejdede hun som sådan på Københavns Rådhus i syv år.